# Song Ji-hyun
Song Ji-Hyun (23 de janeiro de 1969) é uma ex-handebolista sul-coreana. campeã olímpica.
Fez parte da geração de ouro sul-coreana, medalha de ouro, em Seul 1988.